# فهرست فرهنگ‌های لغت برخط
فرهنگ‌های لغت برخط یا واژه‌نامه‌های آنلاین (به انگلیسی: online dictionaries) پایگاه‌هایی هستند که به کاربران امکان جست‌وجو، بررسی، و درک معنای واژگان را از طریق اینترنت می‌دهند. این فرهنگ‌ها ممکن است شامل ترجمه، تلفظ، ریشه‌شناسی، کاربرد در جمله، مترادف، متضاد و دیگر اطلاعات زبانی باشند. بسیاری از این پایگاه‌ها به‌صورت رایگان در دسترس هستند و برخی نیز نسخهٔ پولی یا خدمات ویژه ارائه می‌دهند.

## فهرست فرهنگ‌های لغت برخط

### انگلیسی به انگلیسی
- Merriam-Webster (فرهنگ لغت وبستر): یکی از قدیمی‌ترین فرهنگ‌های آمریکایی با ارائه تعریف، تلفظ، ویدیو و بازی‌های واژگانی

- Oxford English Dictionary (OED) (فرهنگ لغت آکسفورد): مرجع تاریخی زبان انگلیسی با تمرکز بر ریشه‌شناسی و تحول واژگان

- Cambridge Dictionary (فرهنگ لغت کمبریج): فرهنگ جامع با سطوح مختلف زبان‌آموزی و بخش‌های ویژه برای زبان‌آموزان

- Collins Dictionary (فرهنگ لغت کالینز): با پوشش واژگان بریتانیایی و آمریکایی و ارائه نمونه‌های واقعی از زبان

- Macmillan Dictionary (فرهنگ لغت مک‌میلان): دارای طراحی ساده و تعریف‌های قابل فهم برای زبان‌آموزان

- Longman Dictionary of Contemporary English (LDOCE) (فرهنگ لغت لانگمن): مناسب برای زبان‌آموزان، با واژگان محدود و تعریف‌های ساده‌شده

### انگلیسی به زبان‌های دیگر
- WordReference – پشتیبانی از چندین زبان شامل فرانسه، اسپانیایی، آلمانی، ایتالیایی و غیره، به همراه تالار گفت‌وگو برای پرسش‌های زبانی

- Reverso Dictionary – ارائه ترجمه همراه با مثال‌های واقعی از متون

- Linguee – ترکیب فرهنگ لغت و موتور جست‌وجوی دو‌زبانه با نمونه‌های ترجمه‌شده از منابع معتبر

- Bab.la – شامل ترجمه، آزمون‌ها، افعال بی‌قاعده، و اصطلاحات روزمره

- LanGeek Dictionary – پلتفرم آموزش زبان با فرهنگ تصویری، جملات نمونه، تمرین‌های تعاملی و ابزارهای یادگیری گوناگون

### فرهنگ لغت‌های فارسی
- واژه‌یاب – یکی از کامل‌ترین موتورهای جست‌وجوی واژگان فارسی که با اتصال به چندین فرهنگ لغت معتبر مانند دهخدا، عمید، معین، فرهنگستان زبان و ادب فارسی، قابلیت جست‌وجوی گسترده را فراهم می‌کند

- لغت‌نامهٔ دهخدا (آنلاین) – نسخهٔ دیجیتال‌شدهٔ یکی از بزرگ‌ترین منابع لغوی زبان فارسی که از سوی مؤسسهٔ لغت‌نامهٔ دهخدا منتشر شده‌است

- دیکشنری آنلاین بیاموز (B-amooz) – پلتفرم آموزش زبان با فرهنگ لغت چندزبانه به فارسی و بالعکس، مناسب برای زبان‌آموزان با امکاناتی چون تلفظ، مثال و ترجمهٔ

- سامانه واژه‌یار فرهنگستان – مرجعی رسمی برای واژگان مصوب فارسی و جایگزین‌های پیشنهادی به‌جای واژگان بیگانه

- دیکشنری آنلاین آبادیس – یکی از دیکشنری‌های فارسی برخط با پشتیبانی از زبان‌های مختلف، تلفظ، ترجمه، فرهنگ‌های معتبر مانند دهخدا و عمید، و ابزارهایی مانند واژه‌ساز و حل جدول